# アライ・ロー
アライ・ロー（Ally Law)こと、アリステア・ロー（Alistair Law、1997年2月11日 - ）は、イングランド・サウサンプトン出身のYouTuber。

## 略歴
1997年2月11日、イングランド・サウサンプトンに生まれる。当時のローは友人がいない中で通っていた学校を中退、部屋に引きこもってばかりで、将来のことは考えていなかった。一時、建設業に務めていたこともあるという。
そんな環境要因に恵まれなかったローだが、何か面白い事をしようと考え始めYouTubeのチャンネルを2014年12月から開設した。最初の動画は、GoProのカメラを用いて、地元の建物の屋上を駆け抜けるというパルクールだった。これが反響を受けて地元では一躍有名になる。
チャンネルを開設して以降は、メルボルンやドバイ といった世界各地を回るようになり、そこでもクライミングを行っている。